# 多久茂鄰
多久 茂鄰（たく しげちか）は、江戸時代中期から後期にかけての武士。肥前国佐賀藩士。多久鍋島家（後多久氏）9代当主。

## 略歴
宝暦9年（1759年）10月28日、7代当主・多久茂堯の妾腹の三男として誕生。幼名は龍三郎。正室は神代鍋島茂真長女・勝。
安永5年（1776年）兄・茂孝の養子となる。天明元年（1781年）茂孝が病弱を理由に隠居し家督相続。
安永7年（1778年）藩の当役（請役家老）となる。天明7年（1787年）久留米藩との境界争いの交渉を認められ、藩主より太刀と時服を賜った。文化11年（1814年）藩が大坂の借銀主に対して発行していた空米切手が不渡りになり、財政悪化の責任を問われて請役を罷免され、隠居を命じられたため三男茂澄に家督を譲る。
文政10年（1827年）5月14日死去。享年69。菩提寺の円通寺に葬られた。

## 系譜
- 父：多久茂堯（1716-1769）
- 母：田中忠右衛門娘
- 正室：勝 - 鍋島茂真長女
- 生母不明の子女
  - 三男：多久茂澄（1811-1843）
  - 女子：お橘 - 栄寿院、鍋島直堯正室